# Čarakovo
Čarakovo (en cirílico: Чараково) es una aldea de la municipalidad de Prijedor, Republika Srpska, Bosnia y Herzegovina.
La localidad incluye los siguientes asentamientos y aldeas: Žeger, Musići, Gornja Mahala, Donja Mahala, Poljski put, Brđani y Donje Polje

## Población
| Composición de la Población - Localidad de Čarakovo | Composición de la Población - Localidad de Čarakovo | Composición de la Población - Localidad de Čarakovo | Composición de la Población - Localidad de Čarakovo | Composición de la Población - Localidad de Čarakovo | Composición de la Población - Localidad de Čarakovo |
| --------------------------------------------------- | --------------------------------------------------- | --------------------------------------------------- | --------------------------------------------------- | --------------------------------------------------- | --------------------------------------------------- |
|                                                     | 2013                                                | 1991                                                | 1981                                                | 1971                                                | 1961                                                |
| Total                                               | 1344                                                | 2.412 (100,0%)                                      | 2.263 (100,0%)                                      | 1.933 (100,0%)                                      | 1.533 (100,0%)                                      |
| Varones                                             | 659                                                 | -                                                   | -                                                   | -                                                   | -                                                   |
| Mujeres                                             | 685                                                 | -                                                   | -                                                   | -                                                   | -                                                   |
| Bosniacos                                           | 1.243                                               | 2.324 (96,35%)                                      | 2.128 (94,03%)                                      | 1.867 (96,59%)                                      | 1.114 (72,67%)                                      |
| Serbios                                             | 95                                                  | 45 (1,866%)                                         | 38 (1,679%)                                         | 38 (1,966%)                                         | 24 (1,566%)                                         |
| Croatas                                             | 2                                                   | 20 (0,829%)                                         | 20 (0,884%)                                         | 19 (0,983%)                                         | 29 (1,892%)                                         |
| Bosnios                                             | -                                                   | -                                                   | -                                                   | -                                                   | -                                                   |
| Gitanos                                             | -                                                   | -                                                   | -                                                   | -                                                   | -                                                   |
| Musulmanes                                          | 2                                                   | -                                                   | -                                                   | -                                                   | -                                                   |
| Bosnio y Herzegovinos                               | -                                                   | -                                                   | -                                                   | -                                                   | -                                                   |
| Albaneses                                           | -                                                   | -                                                   | -                                                   | 3 (0,155%)                                          | -                                                   |
| Yugoslavos                                          | -                                                   | 9 (0,373%)                                          | 50 (2,209%)                                         | -                                                   | 362 (23,61%)                                        |
| Ukranianos                                          | -                                                   | -                                                   | -                                                   | -                                                   | -                                                   |
| Montenegrinos                                       | -                                                   | -                                                   | -                                                   | -                                                   | -                                                   |
| Eslovenos                                           | -                                                   | -                                                   | -                                                   | -                                                   | -                                                   |
| Ortodoxos                                           | -                                                   | -                                                   | -                                                   | -                                                   | -                                                   |
| Macedonios                                          | -                                                   | -                                                   | -                                                   | 1 (0,052%)                                          | -                                                   |
| Húngaros                                            | -                                                   | -                                                   | -                                                   | -                                                   | 1 (0,065%)                                          |
| Otros                                               | -                                                   | 14 (0,580%)                                         | 27 (1,193%)                                         | 5 (0,259%)                                          | 3 (0,196%)                                          |
| Sin declarar                                        | -                                                   | -                                                   | -                                                   | -                                                   | -                                                   |
| Desconocidos                                        | 2                                                   | -                                                   | -                                                   | -                                                   | -                                                   |

## Guerra de Bosnia
Según el Tribunal Penal Internacional para la ex Yugoslavia durante el juicio que declaró culpable a Ratko Mladić del crimen de genocidio entre otros, consideró probado que entre el 1 y el 23 de julio de 1992, incluso durante e inmediatamente después de haber atacado el área de Brdo, miembros del ejército y la policía serbobosnia dispararon y mataron al menos a 21 civiles bosnios-musulmanes y bosnios-croatas desarmados en Čarakovo. El Tribunal consideró que los autores de los asesinatos incluían soldados del VRS.
La conclusión del Tribunal de que al menos 21 personas fueron asesinadas en relación con este incidente se basa en las 19 víctimas especificadas  además de las víctimas asesinadas en o alrededor del Puente Žeger para las cuales se contó con el testimonio detallado de testigos oculares. Aunque la evidencia de otros asesinatos y la recolección de cientos de cadáveres en las fechas y lugares relevantes para esta acusación sugieren que el número de víctimas fue mucho mayor, la evidencia no ha establecido más allá de toda duda razonable un número aproximado de estas víctimas, las circunstancias que rodean sus muertes o las identidades de los presuntos autores. Por estas razones, el Tribunal debió limitar su determinación de los hechos al número mínimo conservador de 21.
El 23 de julio de 1992, la aldea de Čarakovo sufrió grandes daños y destrucción y las casas fueron saqueadas. Las fuerzas serbias incendiaron la mezquita de Čarakovo esa fecha y volaron su minarete. Solo los cimientos de la mezquita permanecieron in situ.